# Veritas

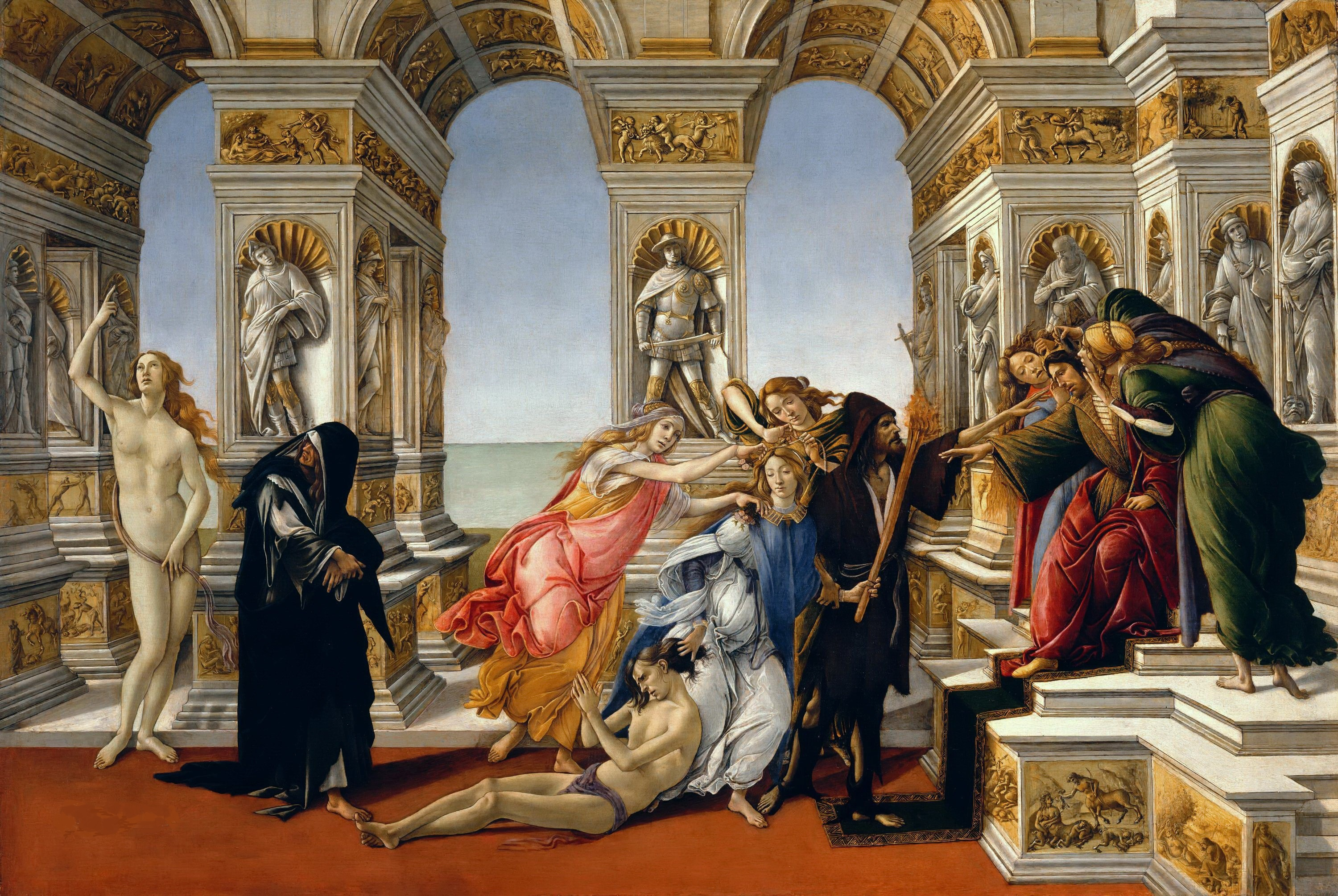
La Verdad desnuda es el personaje a la izquierda en La Calumnia de Apeles, de Sandro Boticelli (1495).

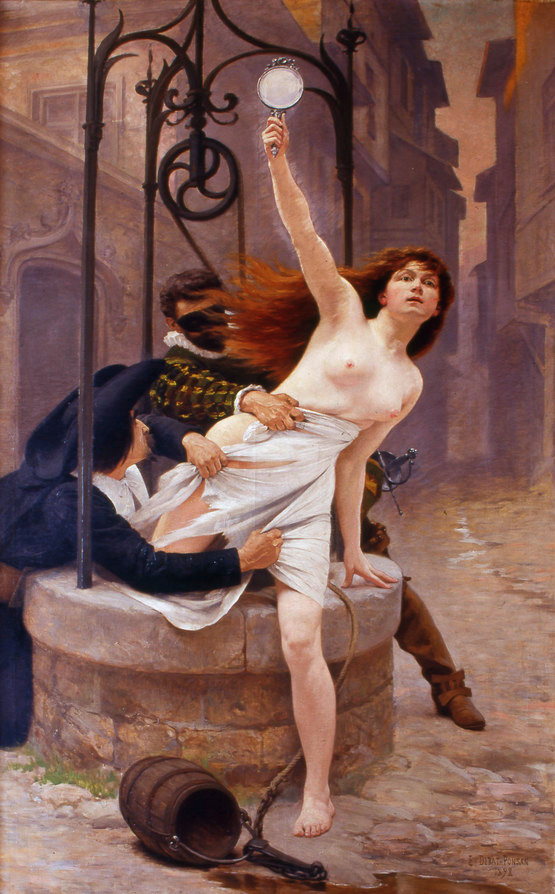
Nec mergitur o La Vérité sortant du puits ("que no salga" o "la verdad saliendo del pozo"). Sus enemigos (un noble enmascarado y un clérigo) pretenden que no salga. Édouard Debat-Ponsan (1898).

Veritas ("verdad" en latín) era el nombre propio de la diosa de la verdad en la mitología romana, hija de Saturno (el dios del tiempo) y madre de Virtus (la "virtud"). Se oculta en el fondo de un pozo sagrado por su naturaleza elusiva.
Veritas, como nombre común, es el que recibe la virtud romana de la veracidad (o sinceridad), una de las principales que un buen romano debía poseer. En la mitología griega, la diosa de la verdad era conocida como Alétheia.

## Iconografía
Su iconografía la representa como una joven virgen, desnuda o vestida de blanco, a menudo asociada a objetos como el espejo (que significa que no debemos rehuir mirarnos en él y conocernos a nosotros mismos -nosce te ipsum-) o en relación con el citado pozo.
En el contexto de los debates sobre la separación Iglesia-Estado y el affaire Dreyfus, a finales del siglo XIX en la Tercera República francesa, se utilizó la iconografía de la Vérité ("verdad" en lengua francesa, término que tiene una equívoca relación con la expresión Chaire de vérité -"silla" o "cátedra de la verdad"-, que se emplea para el concepto de "púlpito").

## Uso en lemas
La palabra latina aparece en la actualidad en muchos lemas universitarios. Veritas es, por ejemplo, el lema de la Universidad de Harvard, la Orden dominica de la Iglesia católica, y el Providence College que está regido por dominicos. Está incluida en el lema Lux et Veritas (Luz y Verdad) de la Universidad de Indiana, de la Universidad de Yale en los Estados Unidos de América y de la Universidad Centroccidental Lisandro Alvarado en Venezuela y en el lema de la Universidad Santo Tomás y Universidad del Bío-Bío. Aparece también en el lema Vox Veritas Vita (decir la verdad como una forma de vida) de la Universidad estatal de California. Veritas (Verdad) es, asimismo, el lema de la Bishop Lynch High School, que aparece en el umbral de la puerta principal. También puede encontrarse en el lema utilizado por la Universidad Autónoma de Nuevo León en México, con su adagio "Alere Flammam Veritatis" (Que arda la llama de la verdad). En la Universidad de Monterrey UDEM en México existe la tradición en la que cuando un alumno se gradúa tañe la campana llamada Vox Veritatis.
Los Public Affairs Officers de las Fuerzas Canadienses llevan insignias blasonadas con la palabra "Veritas" como parte de su uniforme estándar.
La palabra se usa también en la frase In vino veritas ("en el vino, la verdad"), que indica que la embriaguez causa una desinhibición en la que se tiende a decir lo que realmente se piensa. A veces el tópico se extiende a la sinceridad o ingenuidad de la deficiencia mental y de la infancia (los borrachos, los tontos y los niños dicen siempre la verdad).

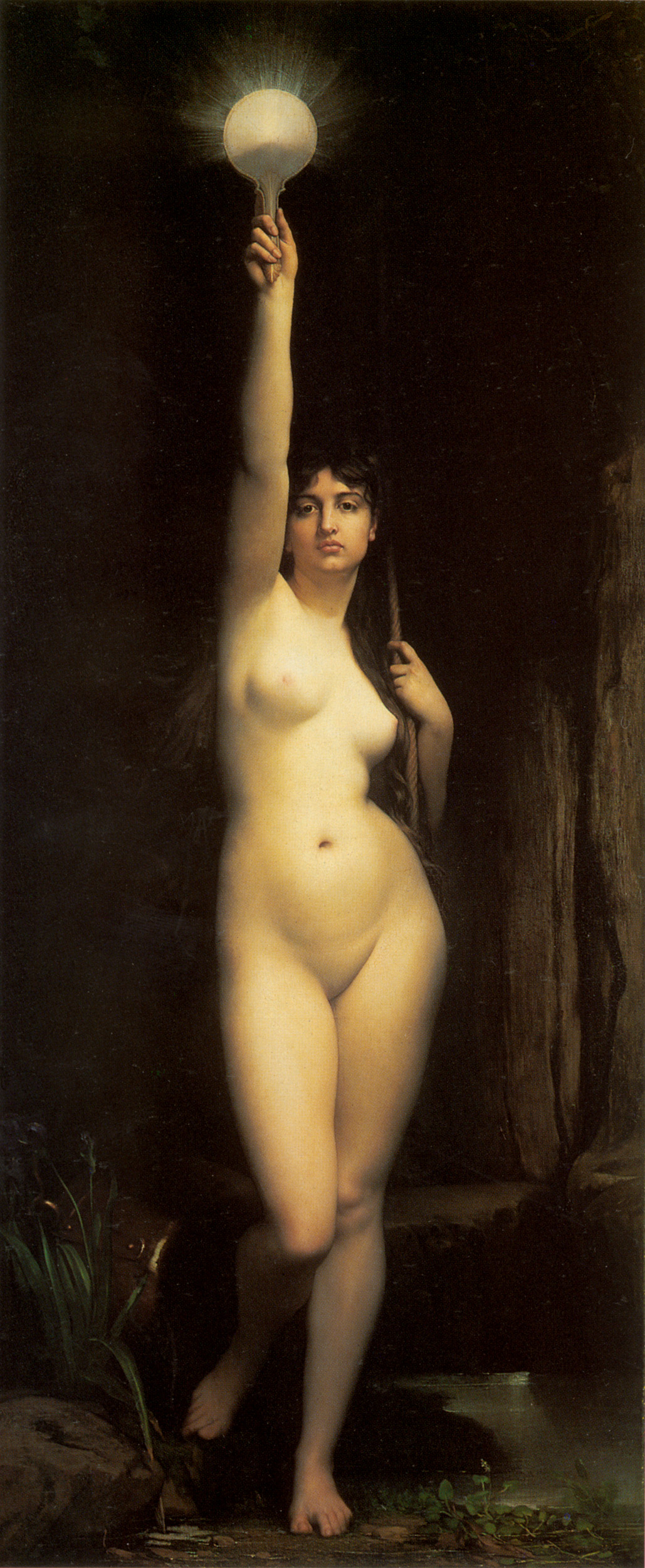
La Verdad, de Jules Lefebre, 1870.
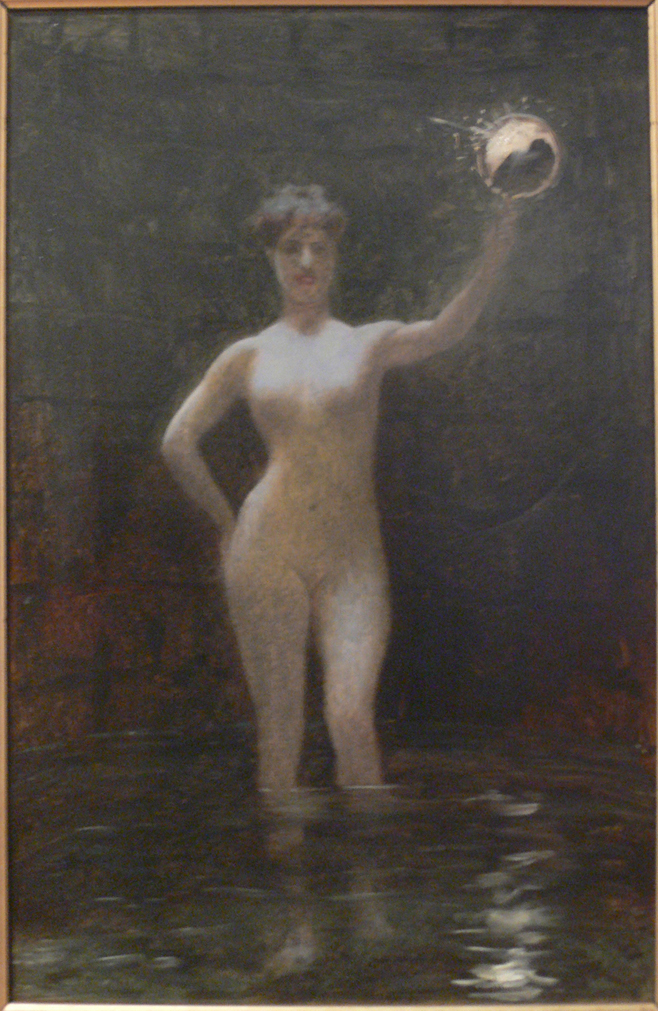
Jean-Léon Gérôme, La Verdad en el fondo del pozo (1895).
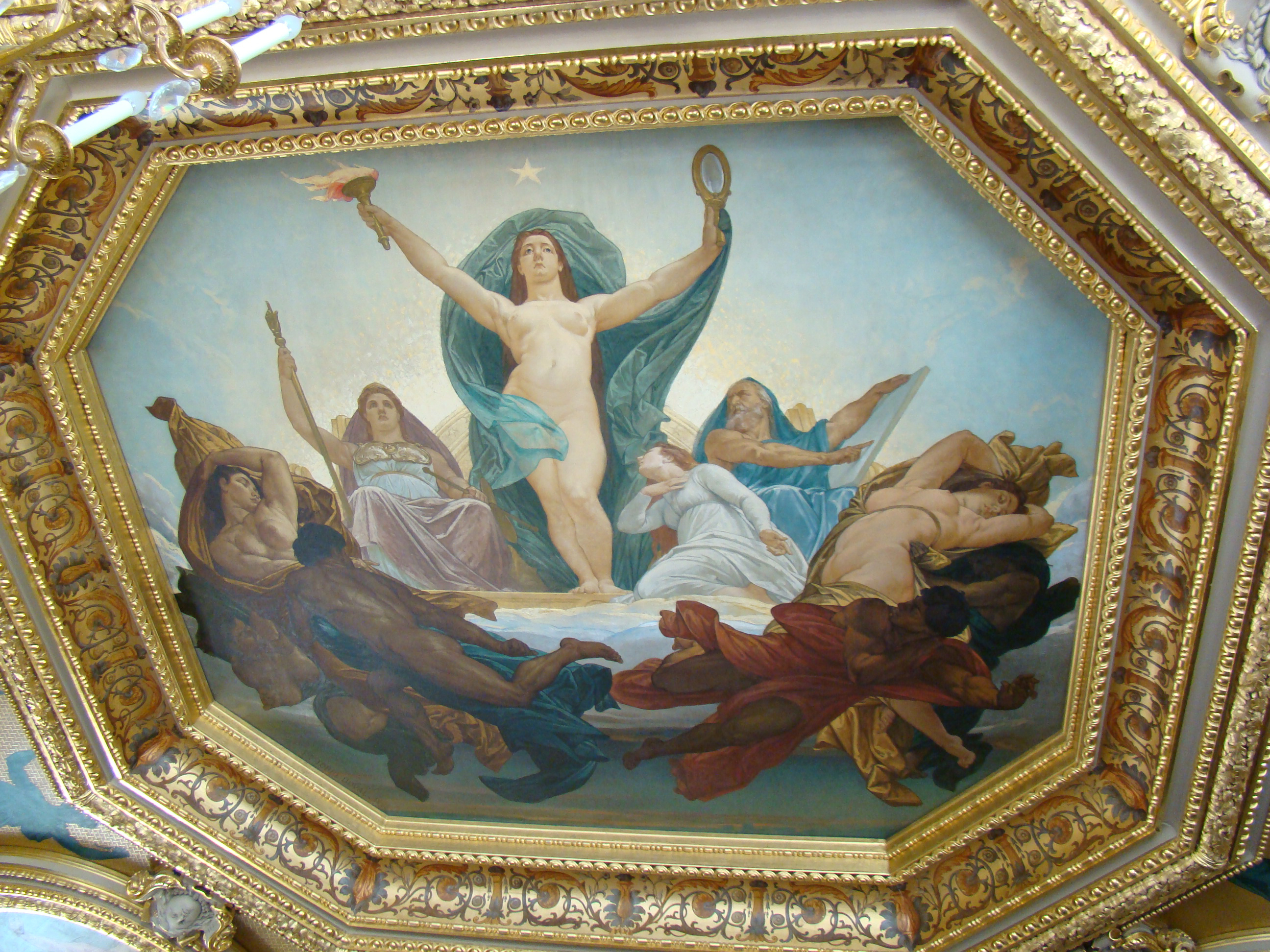
Triunfo de la Verdad en la sala de reunión del Parlamento de Bretaña. Félix-Armand Jobbé-Duval (1821-1889).
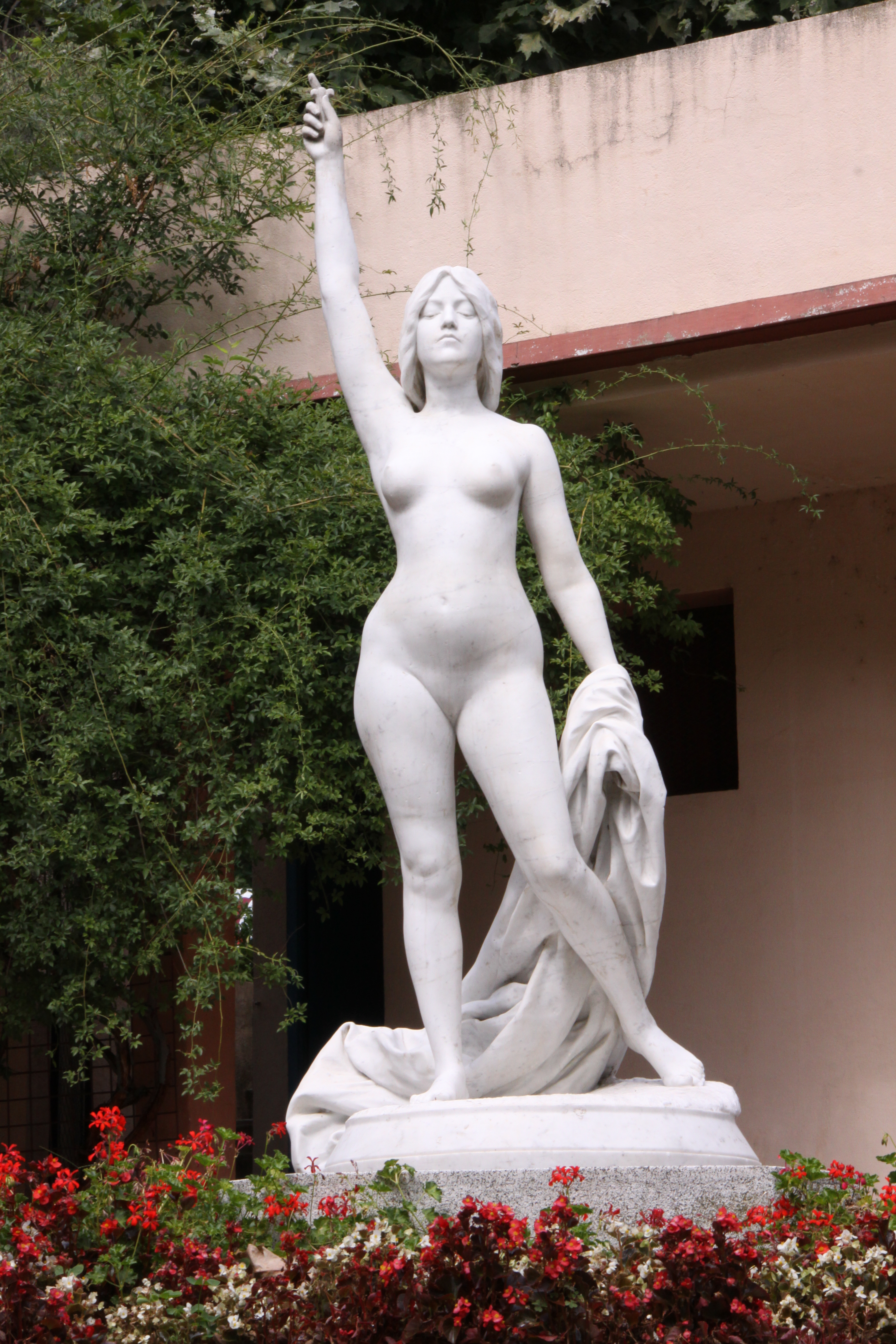
La Verdad saliendo del pozo, de Fanny Marc.